# Centocelle
Centocelle est une zone urbanistique (7A) du Municipio V de la ville de Rome. Elle recouvre le quartier Q. XIX Prenestino-Centocelle.

## Historique
Le nom Centocelle dérive de Centum Cellae, une citadelle militaire construire par l'empereur Constantin Ier. Les meilleurs cavaliers de la garde impériale, les Equites Singulares Augusti ainsi que leurs chevaux y étaient logés.
Centocelle s'est fortement développé avec la naissance et l'exploitation de l'aéroport de Rome-Centocelle voisin. C'était le premier aéroport italien, entré officiellement en fonction de 15 avril 1909 quand Wilbur Wright sont venus effectuer une série de démonstrations de leur Flyer. On construit alors des villas, entre autres pour le personnel militaire, les officiers et les sous-officiers de l'aéroport.
Pendant les années 1940, le centre de Centocelle est la place dei Mirti et la rue principale dei Castani, bordées par de petites maisons basses à un ou deux étages. Autour s'étendaient les voies ferrées locales. Plus loin, il y avait des routes en terre battue menant à la campagne et au petit cours d'eau (marrana) qui passait par là. Ces sentiers longeaient des bicoques disposées de manière désordonnée. Le quartier accueille alors des ouvriers de l'industrie romaine, des artisans, de petits commerçants, des paysans et des traminots.
Comme l'aéroport constituait un objectif militaire, les forces aériennes alliées ont fait de nombreuses incursions sur cette zone pendant la Seconde Guerre mondiale. Plus tard, lorsque la ville s'est étendue, l'aéroport devient plus difficile à exploiter.
Après la guerre, des années 1950 aux années 1970, il y a eu une période de construction sauvage qui défigura les lieux comme une grande partie du reste de la périphérie, malgré un plan régulateur bien visible dans l'organisation des rues du quartier.
Entre 2006 et 2015, le quartier a été associé à la construction de la ligne C du métro de Rome, qui le relie au centre-ville.

## Zones limitrophes
La zone jouxte :
- au nord, la zone urbanistique 5F (Tiburtino Sud (it)) ;
- à l'est, la zone urbanistique 7B (Alessandrina (it)) ;
- au sud, la zone urbanistique 7G (Centro Direzionale Centocelle (it)) ;
- à l'ouest, la zone urbanistique 6B (Casilino (it)) ;
- au nord-ouest, la zone urbanistique 6D (Gordiani (it)).

Le parc archéologique de Centocelle ne fait pas partie de la zone urbanistique, même s'il en porte le nom. Il représente l'espace vert le plus important à disposition des habitants du quartier, et en est séparé par la via Casilina (it).

## Infrastructures et transports
La ligne C du métro de Rome peut être rejointe par les stations Gardenie, Mirti et Parco di Centocelle.
La ligne ferroviaire Roma-Giardinetti (it) peut être rejointe par la gare de Centocelle (it).